# Wat Phnom

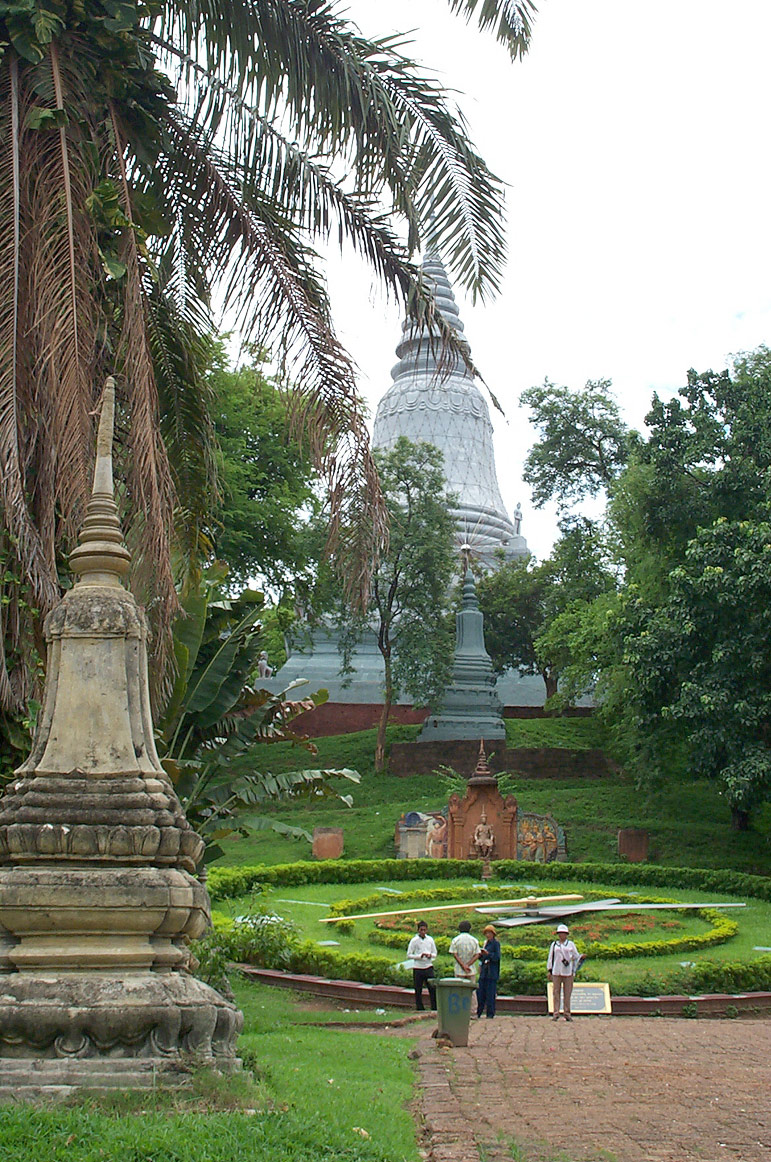
Wat Phnom

Wat Phnom ( Khmer:វត្តភ្នំ,UNGEGN:Vôtt Phnum , ALA-LC : Vatt Bhnaṃ [ ʋɔət phnom] ; "Bergspagoden") är ett buddhistiskt tempel i Phnom Penh, Kambodja som byggdes 1373. Det är en pagod, som symboliserar namnet Phnom Penh, och en historisk plats som är en del av Khmerernas nationella identitet. Wat Phnom har en total höjd på 46 meter. Pagoden är uppkallad efter Lady Penh från berättelsen om upptäckten av de fem statyerna: fyra Buddha-statyer och en Vishnu-staty. Den byggdes på en konstgjord kulle efter att en översvämning spolat bort Buddha-statyer.  

## Historik

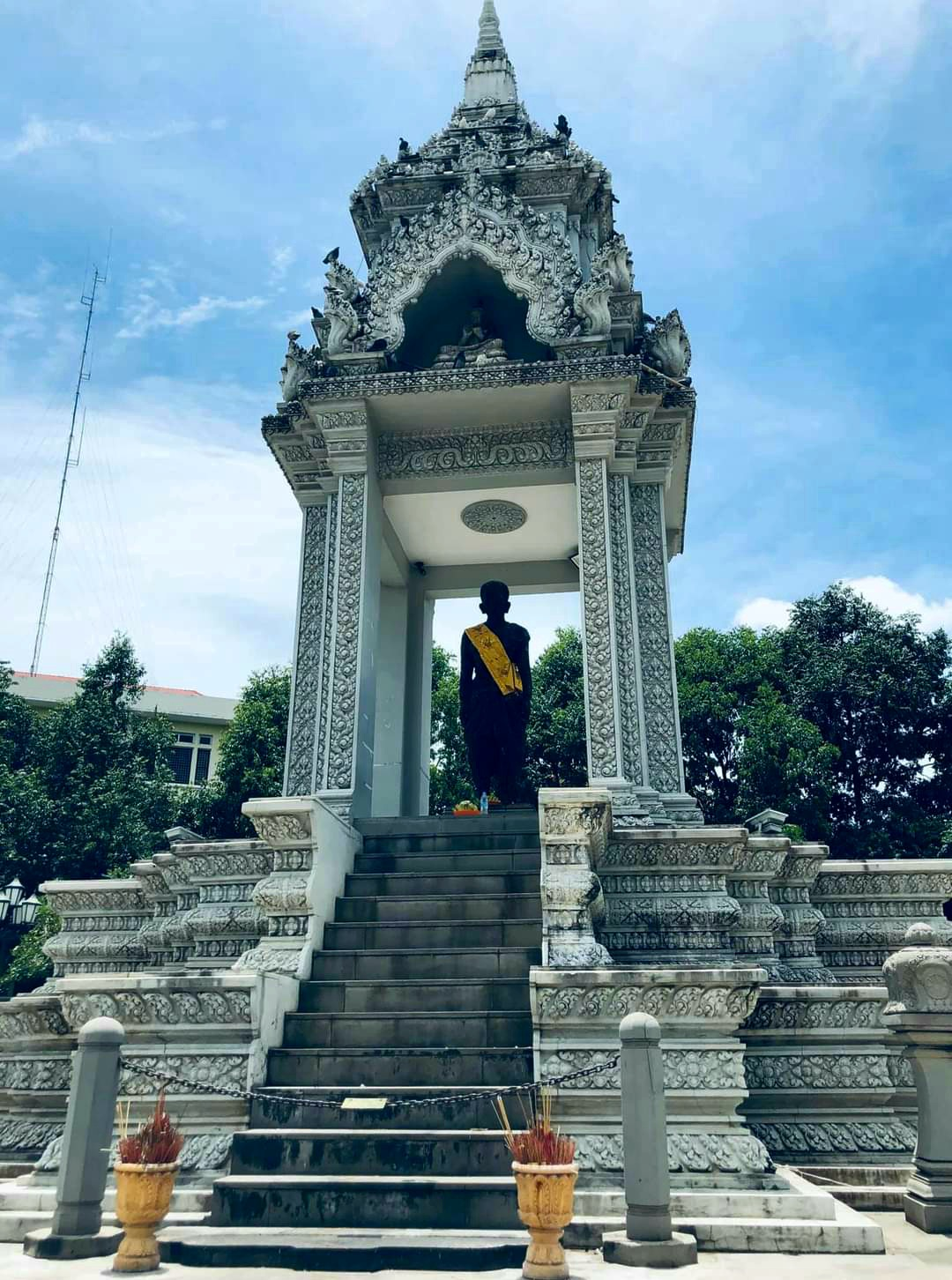
Staty av Daun Penh, som byggde Wat Phnom i hjärtat av Phnom Penh

Enligt legenden, 1372, bodde en rik gammal dam vid namn "Penh" på en liten kulle nära stranden av sammanflödet av de fyra floderna. En dag när det regnade gick Penh ner till hamnen för att ta ett bad och såg då ett flytande kokiträd i floden och hon kallade på byborna för att fiska upp det från vattnet. Hon och byborna tog en träbit för att skrapa bort leran och i hålet på kokiträdet fanns fyra Buddha-statyer gjorda av brons, mässing och en gjord av marmor. En annan staty var i form av Vishnu med händer som höll en stav, en kedja, en snigel och en lotusblomma. Penh bad byborna att hjälpa till att hämta kokiträdet och de fyra skatterna. Senare gav Penh byborna i uppdrag att bygga en konstgjord kulle och ett litet trätempel på toppen av kullen för att hysa statyerna. Hon bjöd in munkar att välsigna statyerna och munkarna döpte eremitaget till "Wat Phnom" som det är känt som i dag.

### 1400-talet
Kung Ponhea Yat (även känd som Barom Reachea I) var kung av Kambodja och regerade i Tuol Basan (Srey Santhor) i nio år. Vid den tiden var det svåra översvämningar i det området, under vilka huvudstaden översvämmades djupt år 1396 e.Kr. När vattnet sjönk det året beordrade han Chao Ponhea Decho, guvernören i Samraong Tong-provinsen att bygga ett nytt palats i byn Russey Keo i området (Wat Phnom) idag. Chao Ponhea Decho beordrade folket att gräva från ett område där Central Market för närvarande ligger. Hålet skapade en sjö som heter Boeung Decho. Efter ett år av översvämningar flyttade kung Ponhea Yat 1397 e.Kr. sitt hov från Tuol Basan, Kampong Cham-provinsen till sammanflödet av Tonle Sap-floden. Efter slutförandet av palatset beordrade kung Ponhea Yat byggandet av ett eremitage på toppen av berget nära templet Wat Phnom för distriktshövdingen, som kambodjanerna idag kallar Neak Ta Preah Chao medan Wat Phnom kallas" Wat Phnom Doun Penh", "vilket markerar namnet på Grandma "Doun Penh". Efter att ha slutfört byggandet av sitt palats och stad döpte han 1416 staden till "Chaktomuk Sakal Kampuchea Thibdey Udiya Mohanakor". Hans regeringstid i Chaktomuk inledde "Chaktomukperioden" av kungariket Kampuchea 1431. Efter hans död byggdes en stor stupa åt honom på toppen av Wat Phnom.

## Arkitektur
Själva helgedomen byggdes om flera gånger under 1800-talet och igen 1926. Interiören har ett centralt altarkomplex med en stor sittande Buddha av brons omgiven av andra statyer, blommor, ljus och föremål för andakt och tillbedjan. Väggarna är täckta med väggmålningar, särskilt av Jataka-berättelser om Buddhas tidigare reinkarnationer innan han uppnådde upplysningen. Det finns också väggmålningar som visar berättelser från Reamker, khmerversionen av Ramayana. De nyare väggmålningarna i de nedre nivåerna är något balanserade, traditionella och moderna.
Det sydvästra hörnet av templet och stupan är en liten helgedom tillägnad Lady Penh. Fronten är ofta full av trogna som för med sig sina böner och matoffer till kvinnan som anses vara grundaren av wat.

## Galleri

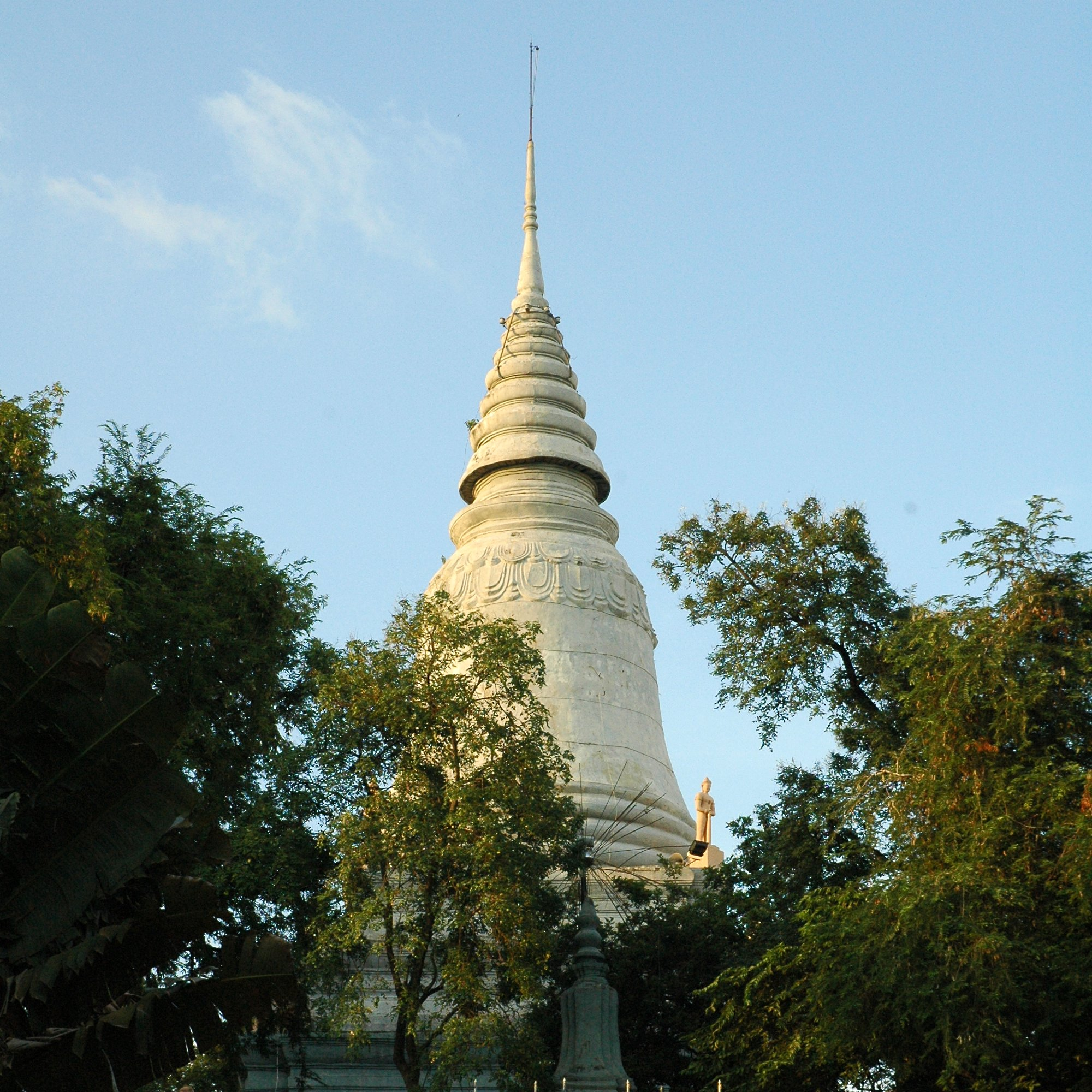
Ponhea Yat Stupa
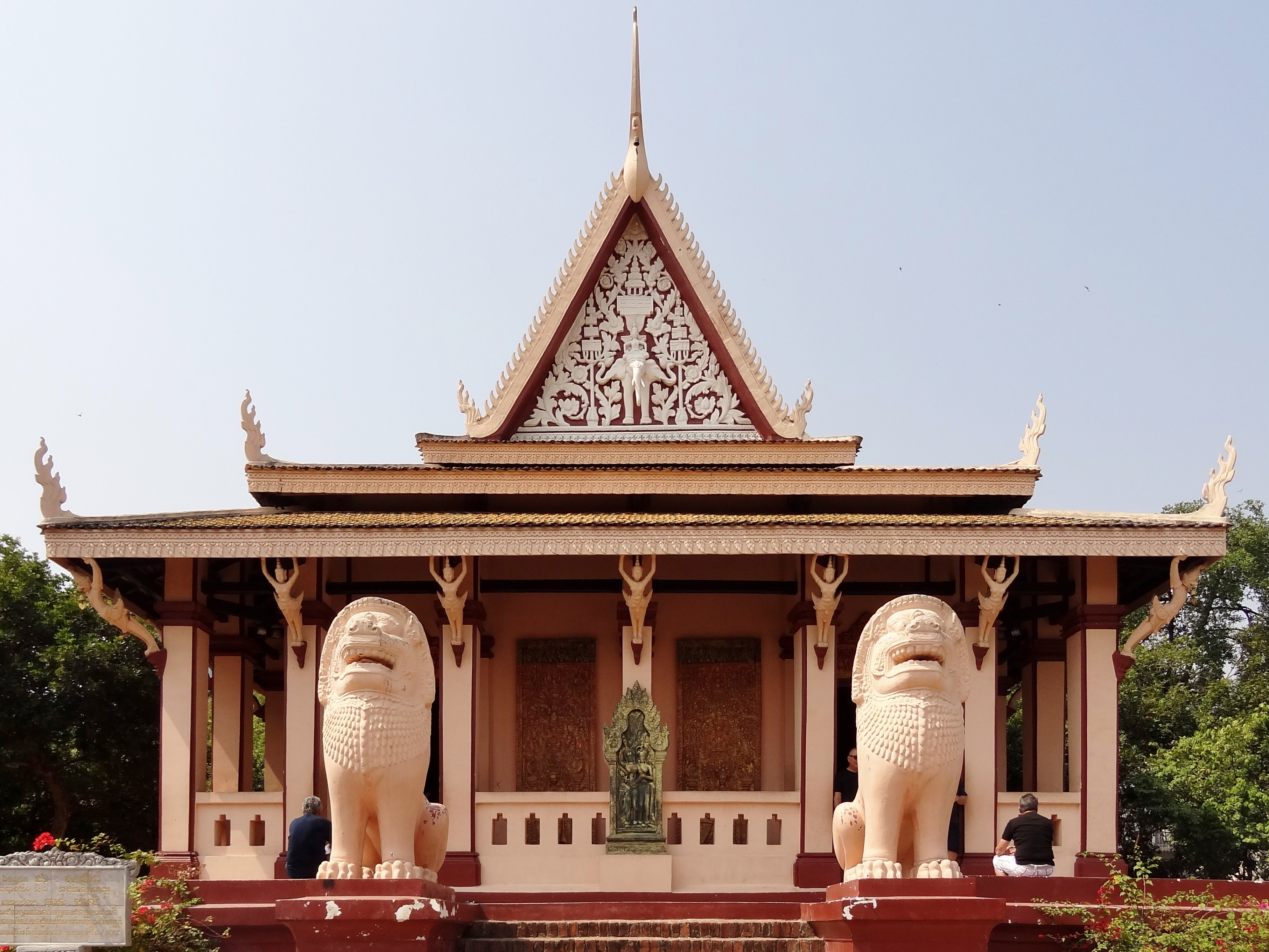
Huvudpagoden
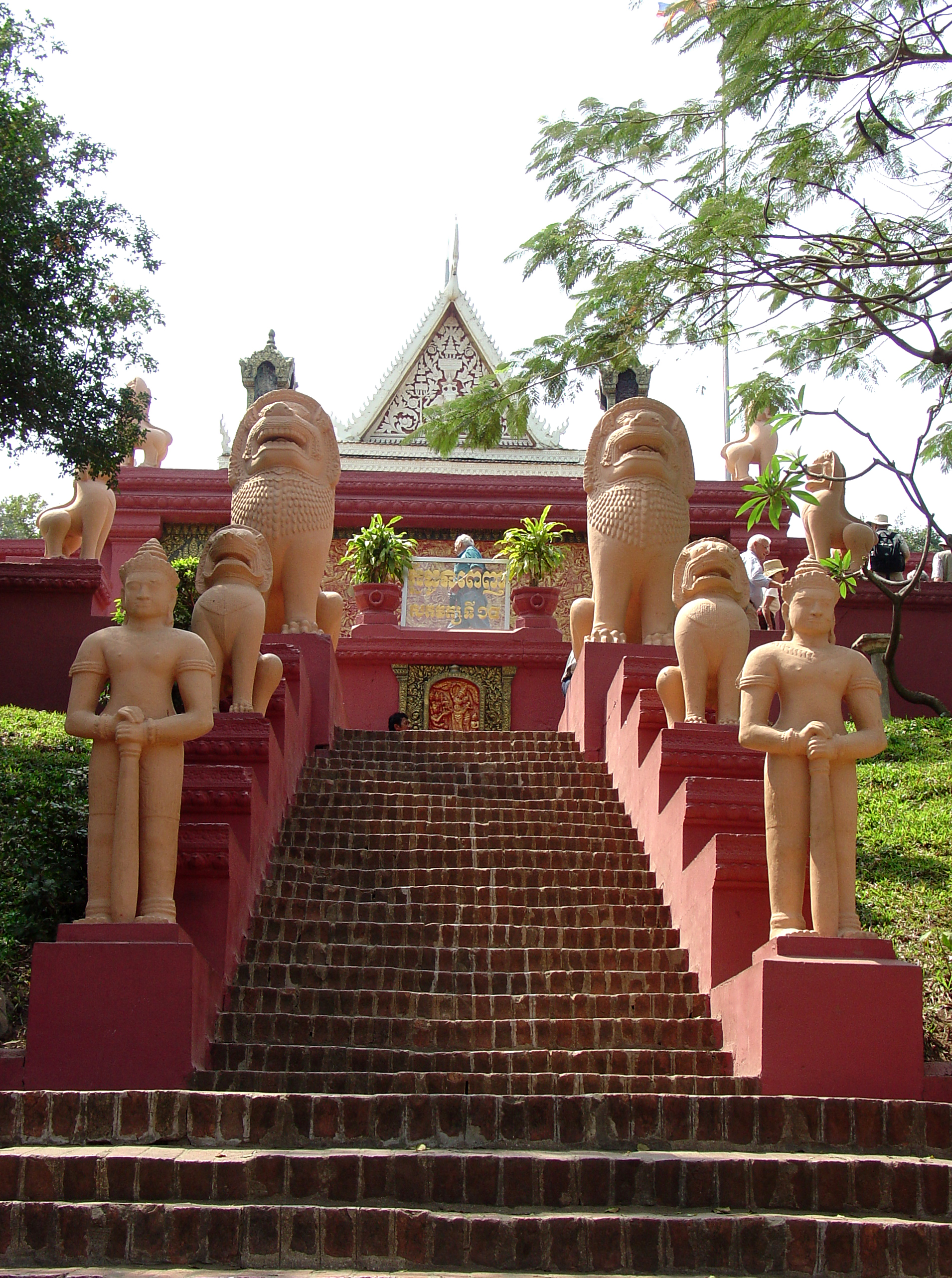
Huvudtrappa som leder till pagoden
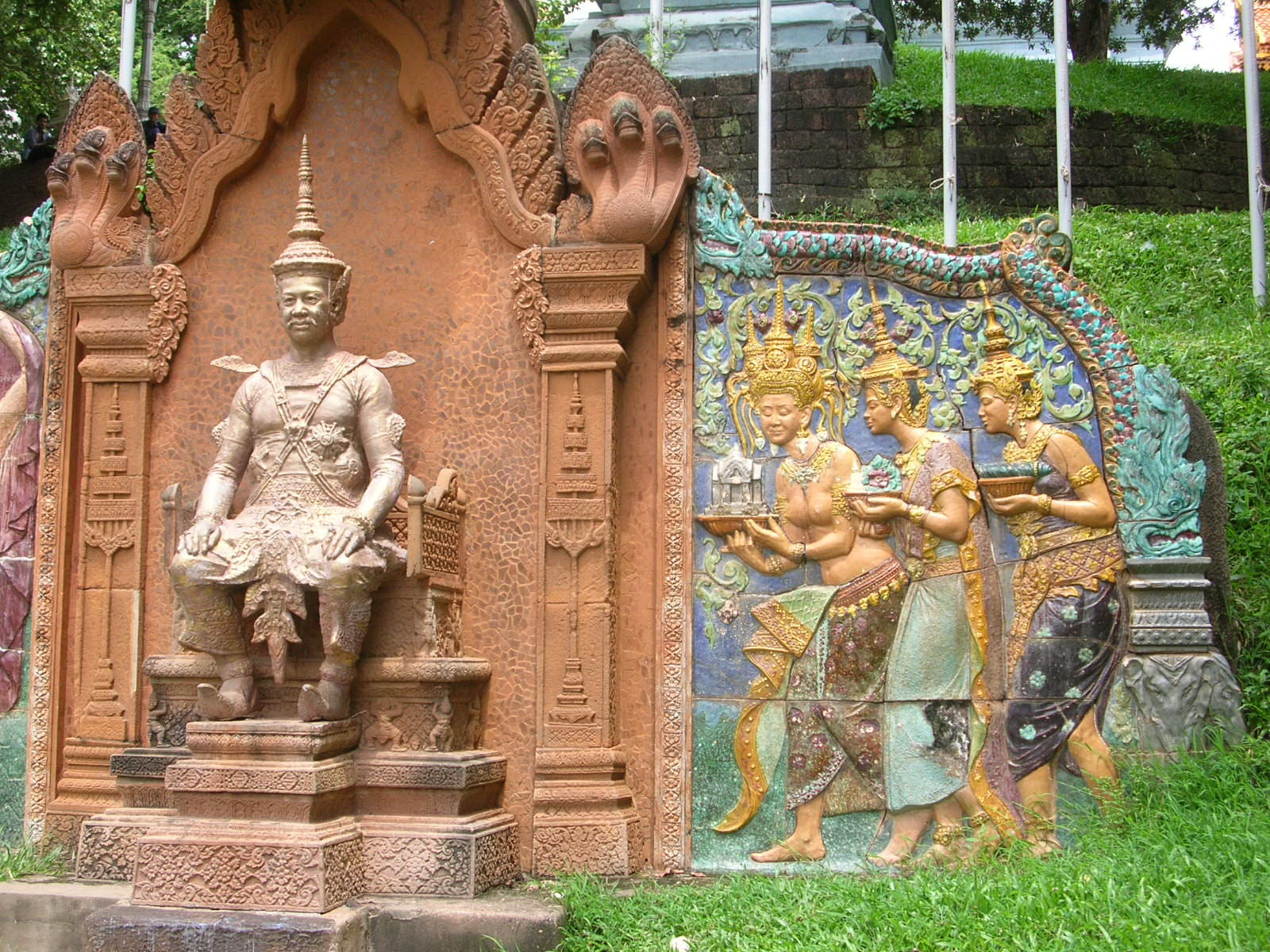
Staty av kung Sisowath
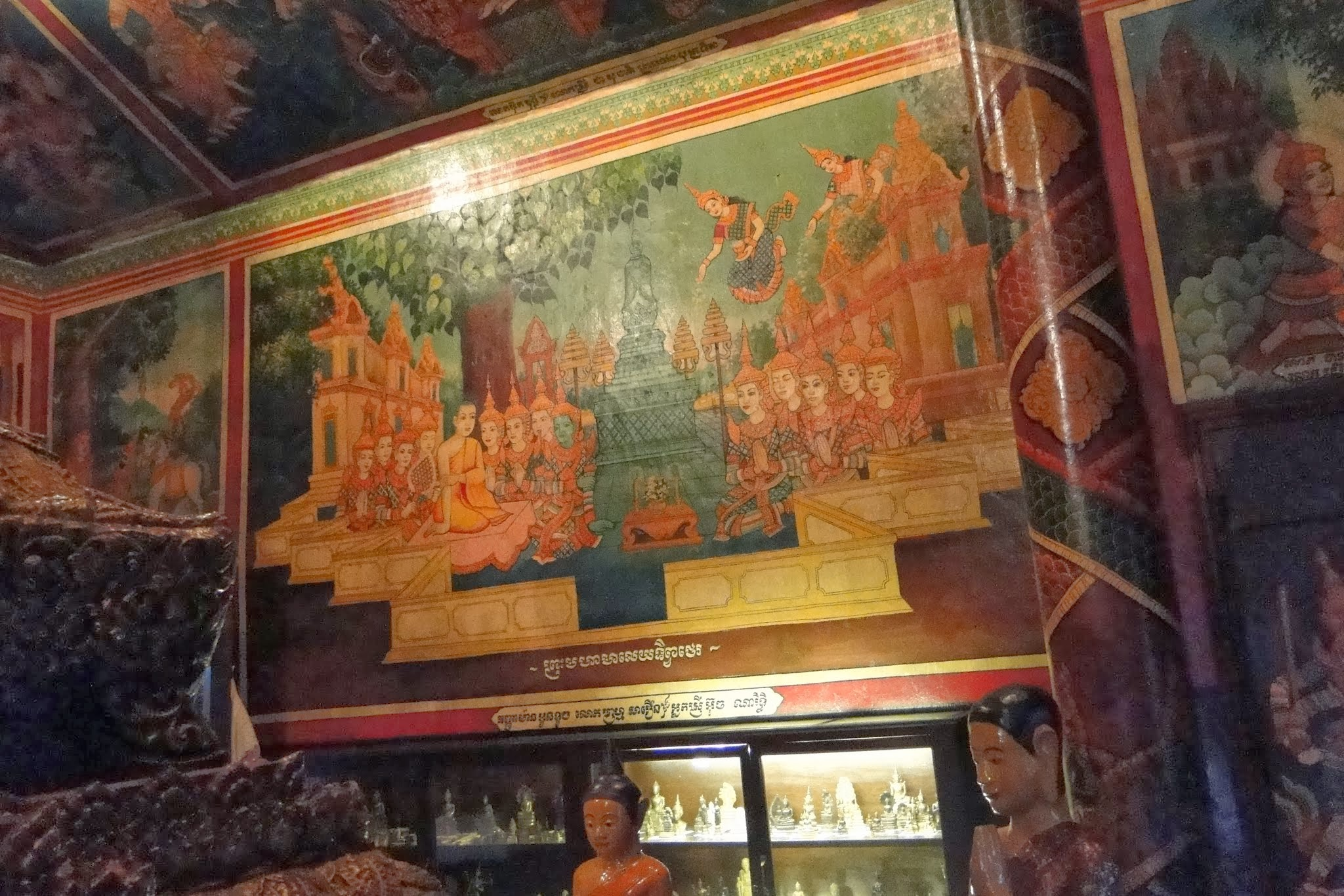
Målningar inuti templet
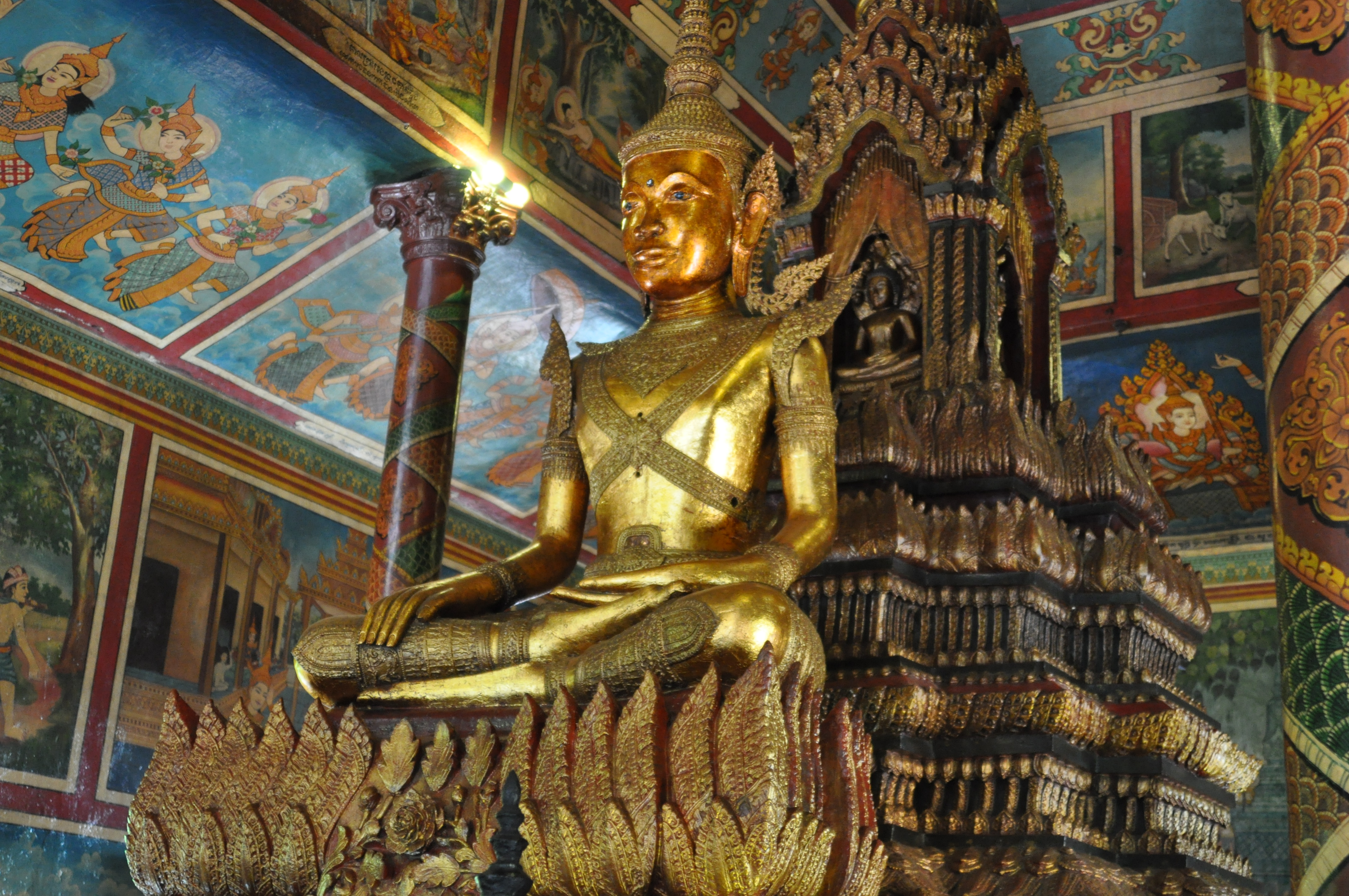
Buddhistisk helgedom inne i pagoden
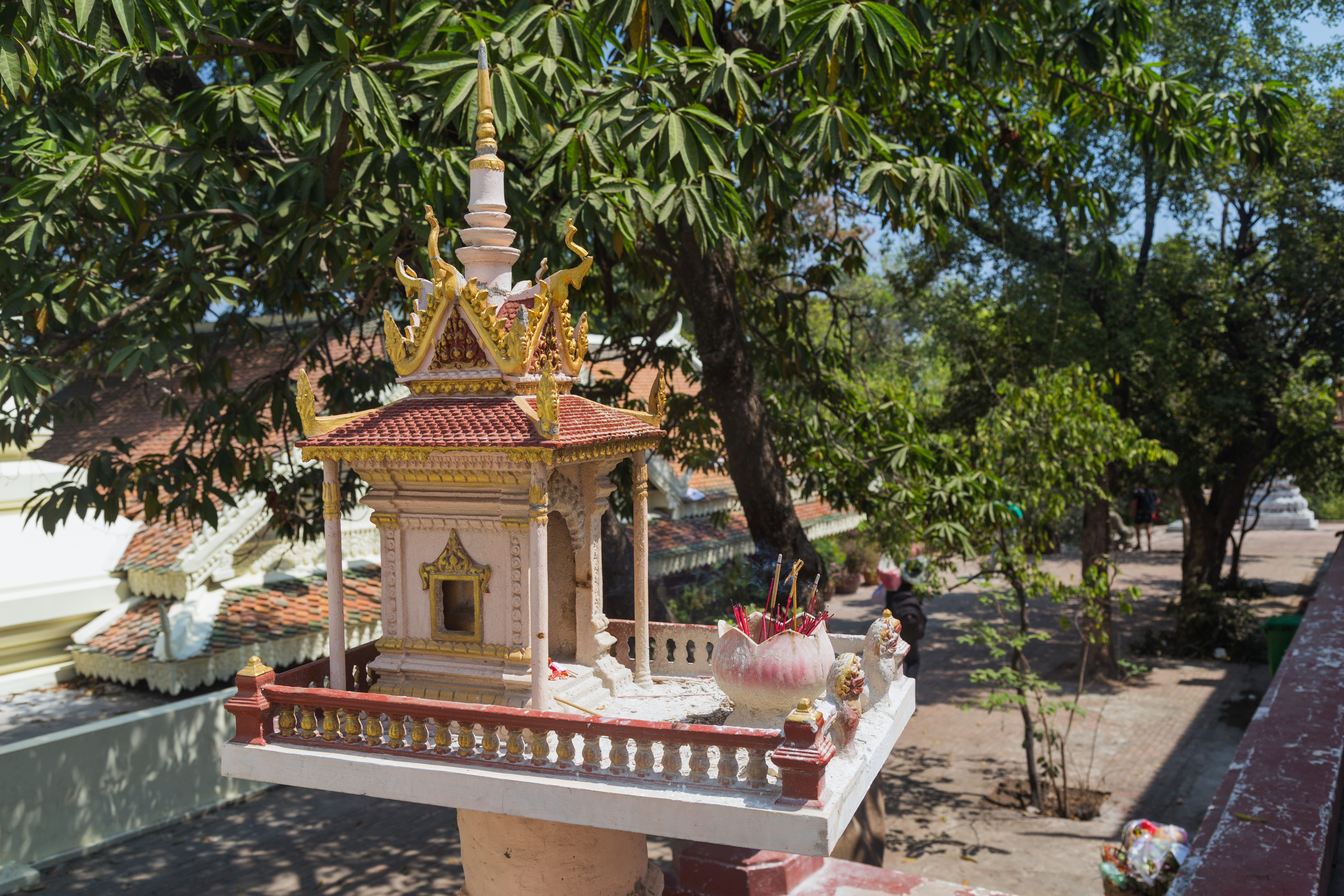
Spirit hus
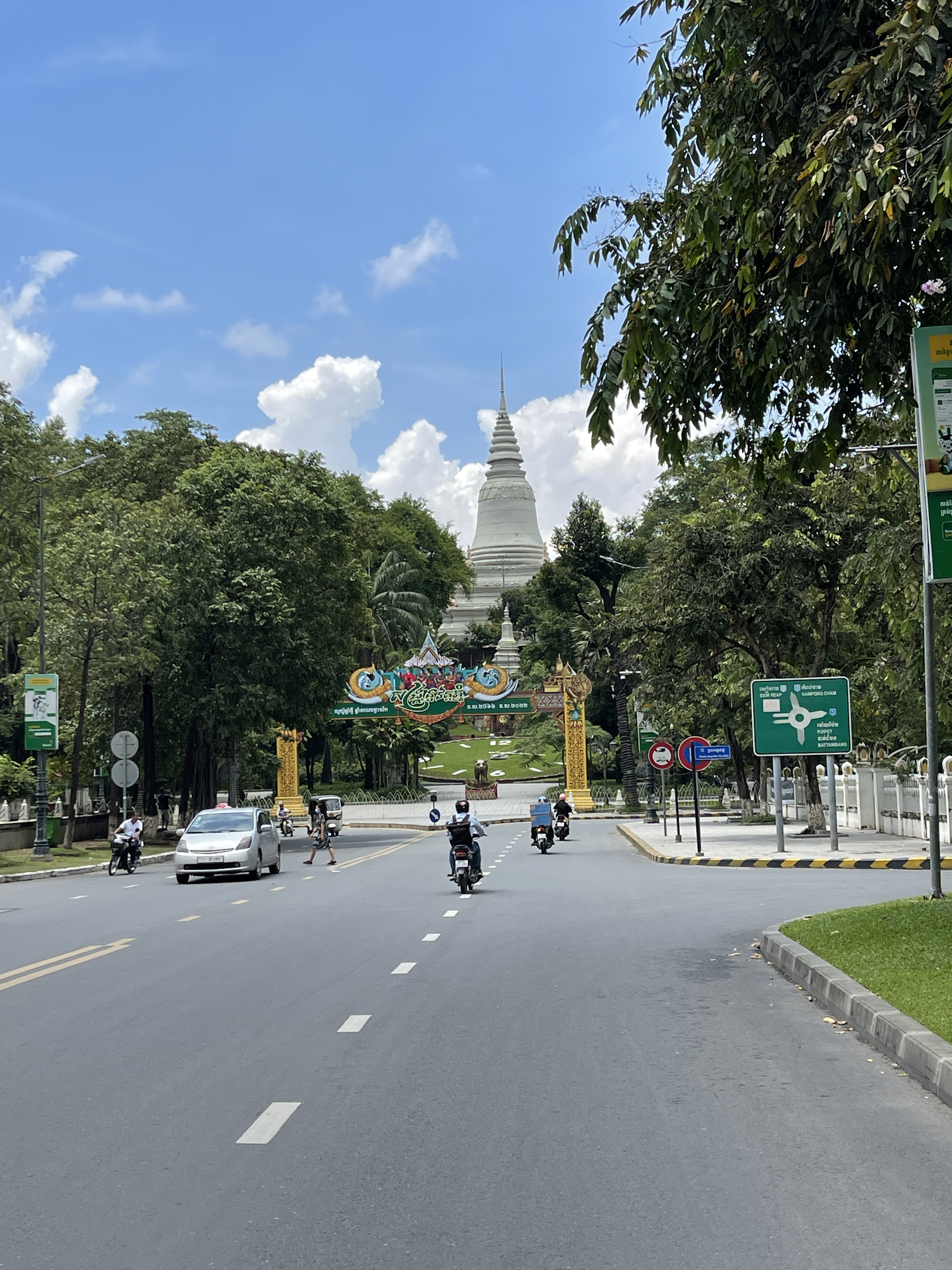
Wat Phnom sedd från Preah Norodom Blvd.